# Чисора, Дерек
Де́рек Чисо́ра (англ. Dereck Chisora; р. 29 декабря 1983 года, Мбаре, Хараре, Зимбабве) — британский боксёр-профессионал, выступающий в тяжёлой весовой категории. Чемпион Великобритании и Содружества наций (2010—2011), чемпион Европы (2013—2014), претендент на титул чемпиона мира по версии WBC в тяжёлом весе (2012 и 2022). Владел также несколькими второстепенными титулами.
Один из топовых боксёров 2010-х годов. В 2011 и 2013–2022 годах входил в десятку лучших тяжеловесов мира по рейтингу BoxRec. Провёл большое количество боёв с сильной оппозицией, в ряде из которых, по мнению критиков, победил, несмотря на решения судей не в его пользу. Считается гейткипером тяжёлого веса. Известен своим скандальным поведением в отношении оппонентов, за которое в 2012 году временно лишался боксёрской лицензии.

## Биография
В возрасте 16 лет Дерек Чисора с семьёй переехали в Великобританию из столицы Зимбабве, Хараре.

## Любительская карьера
Любительская карьера Дерека сложилась удачно. Чисора провёл около 20 боев, завоевав золото на турнире Четырёх Наций и победив на 119-м Национальном чемпионате Любительской боксёрской ассоциации Англии в декабре 2005 года.

## Профессиональная карьера
Профессиональную карьеру Чисора начал в 2007 году, когда 17 февраля отправил в технический нокаут во 2-м раунде боксёра с отрицательным рекордом — Иштвана Кечкеша.
Победив в последующих трёх поединках, затем вышел против другого молодого и непобедимого боксёра из Великобритании, Сэма Секстона, и победил его техническим нокаутом в 6-м раунде.
Последующие бои в 2007 году Чисора так же выигрывал.
22 мая 2009 года Дерек во 2-й раз вышел на бой против джорнимена Пола Батлина. В 5-м раунде Чисора укусил своего противника за левое ухо, но рефери Дэйв Пэррис не увидел этот момент, и поэтому Дерек не был наказан. По итогам боя победу по очками присудили Чисоре. Позже он был отстранен на 4 месяца и оштрафован на 2500 фунтов. Из-за этого Чисора пропустил возможность выйти на бой с Дэнни Уильямсом за звание чемпиона Британии.
9 октября 2009 года Дерек нокаутировал в 3-м раунде Зураба Нониашвили. В январе 2010-го стало известно, что ему наконец удастся сразиться с Уильямсом — Сэм Секстон был вынужден отказаться от участия в матче из-за травмы. 15-го мая 2010-го в бою за звание чемпиона среди британских тяжеловесов Чисора победил техническим нокаутом во 2-м раунде Уильямса, дважды послав соперника в нокдаун. В сентябре 2010 года Дерек всё-таки вышел на бой с Секстоном, отправив его в нокаут в 9-м раунде.

### Возможный бой с Владимиром Кличко
11 декабря 2010 года Чисоре предстояло сразиться с украинским боксёром Владимиром Кличко, но за три дня до сражения Кличко порвал мышцу брюшного пресса — поединок пришлось перенести на 30 апреля 2011 года. Но перенесённый бой также не состоялся: у Владимира Кличко появилась возможность провести объединительный бой с другим британцем, Дэвидом Хэем.
В ноябре 2010-го Чисору осудили за нападение на свою подругу из-за найденных в её телефоне посланий от неизвестного мужчины. Чисору приговорили к 12 неделям тюремного заключения с отсрочкой в два года, штрафу на общую сумму в 2000 фунтов и 150 часам общественных работ.

### Бой с Тайсоном Фьюри

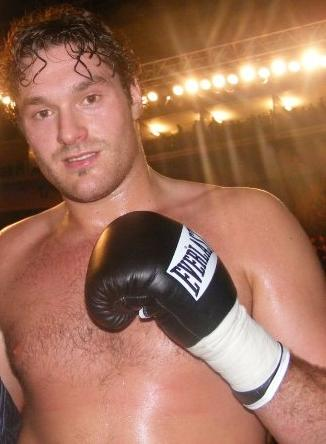
Тайсон Фьюри

23 июля 2011 года произошло интересное противостояние двух перспективных боксёров супертяжелого веса. Чисора был явным фаворитом в бою, хотя оба боксёра не имели поражений до встречи друг с другом. Располневший Дерек, с весом почти в 120 килограмм не сумел ничего противопоставить молодому и выносливому Фьюри. Тайсон быстро приспособился к наступлениям Чисоры, и уверенно переиграл его по очкам. Победитель этой схватки расценивался как следующий претендент для боя с Владимиром Кличко, но Фьюри не стал спешить на чемпионский бой.

### Бой с Рямигиюсом Зиаусисом
После поражения от Фьюри, Чисора провёл разминочный бой 11 ноября 2011 года против литовского джорнимэна Ремигиюса Зяусиса (18-43-3) и выиграл его по очкам в 6-и раундовом бою, получив возможность сразиться с восходящей звездой Робертом Хелениусом за титул чемпиона Европы.

### Бой с Робертом Хелениусом

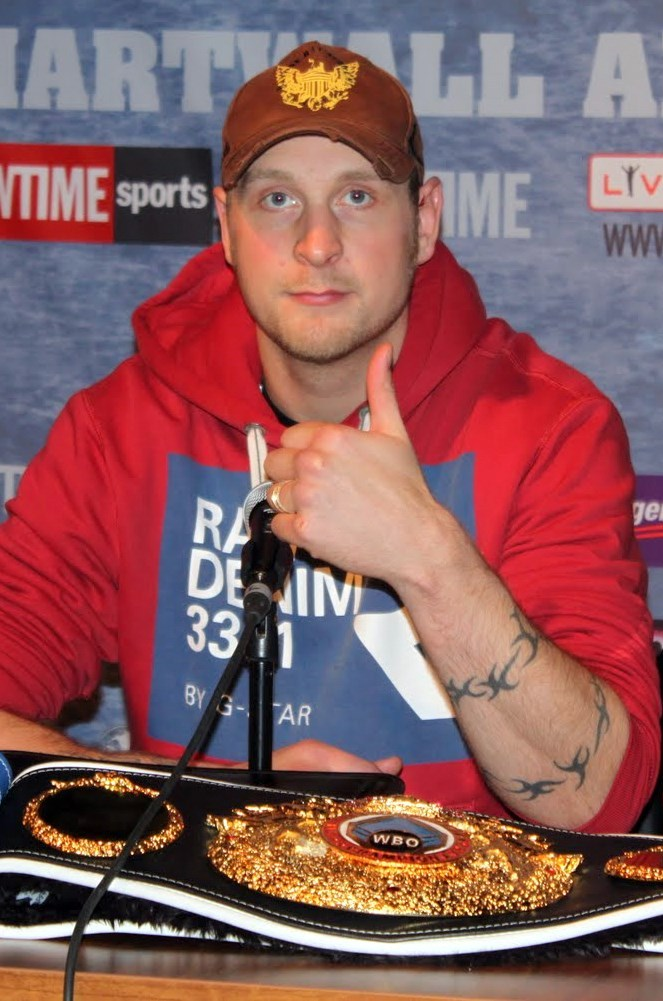
Роберт Хелениус

13 декабря в Финляндии Дерек Чисора вышел на ринг против местной звезды, Роберта Хелениуса. Никто Чисору не считал серьёзным противником после чистого поражения от Тайсона Фьюри, но англичанин сделал невероятное и весь бой прессинговал Хелениуса. Однако в конце боя судьи неожиданно отдали победу Хелениусу. Многие эксперты сошлись во мнении, что Чисора был ограблен судьями и заслужил как минимум ничью. Несмотря на поражение, он взлетел в мировых рейтингах, ведь никто раньше не показывал такое эффектное противостояние финну. Чисора попал во внимание Виталию Кличко, и получил приглашение провести бой за звание чемпиона WBC, несмотря на своё официальное поражение. Хелениус утверждал что в бою с Чисорой повредил руку и это не позволило ему убедительно выиграть.

### Чемпионский бой с Виталием Кличко
В феврале 2012 года состоялся бой Виталия Кличко против Дерека Чисоры. Все время до боя Чисора пытался спровоцировать Кличко на драку: сначала дал пощёчину на взвешивании, затем перед боем плюнул в лицо Владимиру Кличко.

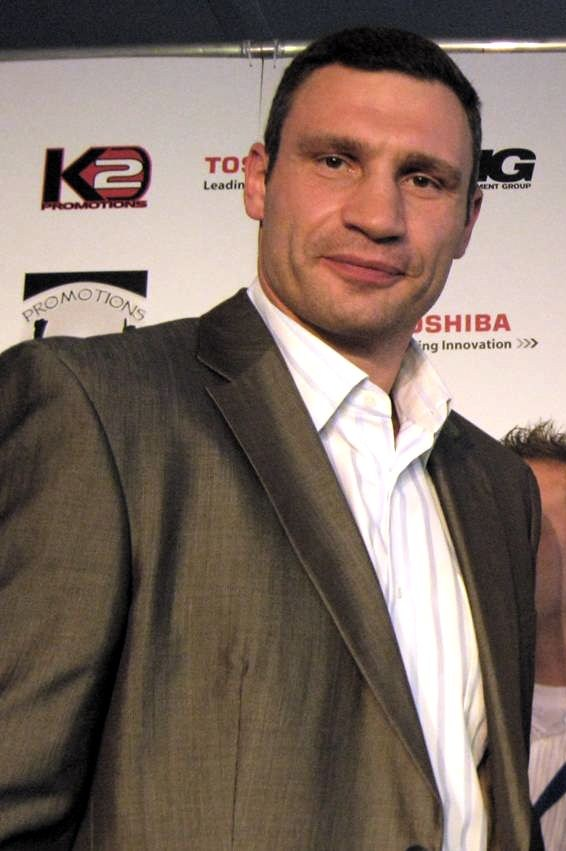
Виталий Кличко

Бой вышел достаточно трудным для Виталия, несмотря на предматчевые шапкозакидательские настроения публики. Хоть и с первого раунда боксёр не оставлял в покое Дерека; но в 8 раунде стало заметно, что Виталий сильно устал. Чисора же, будучи на двенадцать лет моложе, пытался прессинговать Виталия, но стремление к лёгкой победе вымотало и его. Уже к концу девятого раунда напор Дерека сильно уменьшился. В то же время Кличко продолжал наносить одиночные, не акцентированные и точные удары, что и дало закономерный результат — победу по очкам. Несмотря на победу, многие обозреватели отметили, что к 40 годам Виталий заметно растерял скорость, выносливость и силу удара, что, помимо травмы, стало причиной столь упорного боя с не самым сильным из претендентов.

### Конфликт с Дэвидом Хэем
На пресс-конференции, посвящённой результатам боя, Чисора вступил в словесную перепалку, перешедшую в драку с Дэвидом Хэйем. Фигуранты скандала взаимно вызывали друг друга на бой, а Чисора, среди прочего, грозился «пристрелить» Хэя. Среди потерпевших оказался тренер Хея — Адам Бут. Он получил рассечение головы от удара штативом для фотоаппарата, которым Хей пытался ударить тренера Чисоры.
На следующее утро, при попытке вылететь из страны, Чисора и его тренер были задержаны немецкой полицией в аэропорту Мюнхена, до выяснения всех обстоятельств скандала накануне. Среди прочих, Чисоре грозило обвинение в серьёзном преступлении уголовного законодательства Германии — угроза убийством. Через несколько часов оба были отпущены без предъявления обвинений. Хея также планировали задержать, однако он успел покинуть Германию.
В тот же день Виталий Кличко разместил на своём сайте открытое письмо, адресованное боксёрской общественности, в котором возмутился недопустимым выходками Чисоры до и после боя, его намерением «лично свести счёты» с Хеем, и призвал (по сути бойкотировать Чисору) боксёрские организации, СМИ, ведущих боксёров и их фанов не допустить подобного поведения в будущем. Чисора, в ответ, также разместил официальное заявление, в котором заявил, что он, его команда, и его семья «искренне сожалеют» и «глубоко смущены» по поводу случившегося.
- Британский совет по контролю в области бокса[англ.] назначил на 14 марта 2012 года внеочередное заседание на котором рассмотрит поведение Чисоры. Ему грозит денежный штраф и/или приостановление действия боксёрской лицензии[17].
- 28 февраля Всемирный боксёрский совет объявил, что наложит санкции в отношении Чисоры: наложит денежный штраф, исключит из рейтинга, а также запретит проводить титульные бои WBC[18].
- 1 марта вслед за WBC, боксёрская организация WBO также исключила Чисору из своих рейтингов[19].
- 15 марта Чисора был лишён боксёрской лицензии[20].
- В мае Чисора восстановил боксёрскую лицензию через федерацию бокса Люксембурга[21].

### Поединок с Дэвидом Хэем
14 июля 2012 года На стадионе Болейн Граунд в Лондоне, при аншлаге вышли двое известных боксёров-скандалистов. Бой начался очень зрелищно. Разница в габаритах впечатляла, но ещё больше впечатляла разница в скорости. Чисора, словно гора, медленно надвигался на Хэя, надвигался и получил в ответ. Хэй боксировал в своей стандартной манере: руки внизу, отличное движение по латерали, уходы. Несмотря на активность Дерека, первый раунд за Хэем: 9-10. Второй раунд начался ещё активнее со стороны Чисоры, но Хэй был ещё убедительней. Концовка третьего раунда вышла с очень убедительной атакой Дерека. Раунд насыщенный большим обменом ударов. В четвёртом раунде ситуация снова переменилась в пользу Хэймейкера. Уверенное лидирование Дэвида по очкам было очевидным. Пятый раунд начался с клинчей. Но многочисленные удары, пропущенные Чисорой, начали сказываться. Хэй провёл мощную серию и отправил Дерека в нокдаун. Чисора сумел подняться, но за 12 секунд до окончания раунда сильной комбинацией Хэй снова отправил Дерека Чисору в нокдаун. Чисора смог подняться на счёт 9, но Луис Пабон, глядя в глаза не восстановившегося Дерека, прекратил поединок. Хэй уверенно победил нокаутом. После боя отрицательная атмосфера между боксёрами прошла, и Хэй в интервью сказал, что удивится, если Виталий Кличко согласится выйти с ним на поединок, учитывая его эффектную победу над таким сильным соперником. Дэвид Хэй стал первым боксёром, кто сумел отправить Чисору на настил ринга. Данный бой не был признан официально большинством организаций мирового бокса так и Великобритании, и не числился в послужном списке боксёров, boxrec, однако позже поединок включили в официальную статистику боёв. CompuBox представила статистику ударов. Хэй был активнее в количестве выброшенных ударов (249 против 144), а также был более точен и процент достигших цели ударов составил 25% (63 точных удара). Этот же показатель у Чисоры — 23% (33 точных удара).
- В ноябре 2012 года в сеть попала информация о завершении спортивной карьеры Чисоры. Дерек опроверг слухи[29].
- 12 января 2013 года подал прошение о получении боксёрской лицензии в Великобритании[30].
- 12 марта 2013 года Чисоре вернули британскую лицензию[31].

20 апреля 2013 года в незрелищном поединке Чисора нокаутировал малоизвестного аргентинского боксёра Эктора Авилу.

### Бой с Маликом Скоттом
20 июля 2013 года Дерек Чисора вышел на ринг с не имеющим поражений, техничным американским проспектом, Маликом Скоттом. Вязкая техника ведения боя позволила Скотту переиграть Чисору в первых двух раундах. В третьем и четвёртом раундах Чисора стал больше атаковать и приспособился к вязкому стилю американца. В шестом раунде после очередной атаки Чисоры Малик Скотт упал, но сумел подняться на счёт «9». Несмотря на это, рефери Фил Эдвардс решил прекратить поединок. Скотт не был потрясённым, и было видно, что он готов продолжать бой. Преждевременная остановка рефери внесла сомнения в объективности исхода боя.

### Завоевание титула чемпиона Европы в бою с Гербером
Европейский боксерский союз EBU назначил бой между Дереком Чисорой (17-4, 11 KO) и Денисом Бойцовым (33-0, 26 KO) за оставленный недавно Кубратом Пулевым титул чемпиона Европы в супертяжелом весе. Бой был запланирован на 21 сентября 2013 года. Бойцов отказался от боя, ссылаясь на малое время для подготовки, и замена была найдена в лице немца Эдмунда Гербера. Чисора нокаутировал Гербера в 5-м раунде плотном бою, прошедшем в силовой манере на ближней дистанции, и завоевал титул Чемпиона Европы по версии EBU.

### Бой с Ондреем Палой
На 30 ноября 2013 года был назначен следующий бой. Вначале соперником Чисоры был назначен швейцарец Арнольд Гьерджай, но договорённость не была достигнута. Впоследствии соперником Чисоры был назван итальянец Маттео Модуньо, но и он отказался от боя из-за травмы. В итоге на контракт на бой подписал чех Ондрей Пала. На кону боя стоял пояс WBO International который Чисора получил после победы над Маликом Скотом летом. Уже в первом раунде Пала удивил соперника, нанеся ему пару мощных ударов левой. Во втором раунде Чисора ринулся в атаку, но вновь нарвался на левый хук соперника, после чего вынужден был отступить. Чех бросился в атаку, но его комбинация ударов пришлась в перчатки соперника. В третьем раунде Чисора нанёс Пале удар по затылку, за которым последовал прямой удар в голову. Пала сумел восстановиться, однако рефери остановил бой к недоумению публики. Чисора выиграл техническим нокаутом, но решение вновь, как и в бою с Маликом Скоттом, было спорным; в частности, рефери Ян Кристенсен проигнорировал нанесённый Чисорой удар по затылку соперника.
В итоге Чисора одержал свою четвёртую победу в 2013 году.

### Бой с Кевином Джонсоном
15 февраля 2014 года встретился с Кевином Джонсоном. Почти весь бой проходил в привычном для обоих боксеров ключе — Чисора прессинговал, а Джонсон работал вторым номером. Первую половину боя Джонсон работал с небольшой активностью, а с середины поединка почти ничего не делал, чем ввёл в ярость даже собственный угол. Чисора действовал однообразно, но Джонсон не воспользовался прямолинейностью соперника, но в 5-м раунде Чисора смог отправить Джонсона в первый в его карьере нокдаун. Впрочем Джонсон быстро оправился и довёл бой до судейских записок. По окончании 12-ти раундов судьи вынесли свой вердикт: 118—110, 118—109 и 118—109 в пользу Дерека Чисоры.

### Реванш с Тайсоном Фьюри

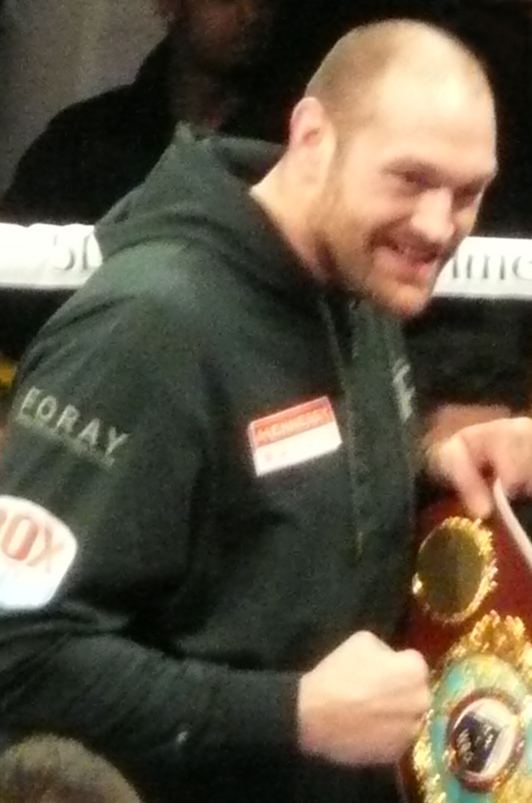
Тайсон Фьюри

29 ноября 2014 года состоялся второй бой между боксёрами. На протяжении боя доминировал Фьюри. Чисора отличился грязными ударами в первых раундах, но ничего не смог противопоставить Фьюри, и Тайсон в одностороннем бою переигрывал Дерека на дальней дистанции. После 10 раунда тренер Чисоры принял решение не продолжать бой. Этой победой Тайсон Фьюри завоевал титулы чемпиона Европы по версии EBU, титул интернационального чемпиона WBO, вакантный титул чемпиона Великобритании и статус обязательного претендента на титул чемпиона мира по версии WBO.

#### Бой с Бекой Лобжанидзе
24 июля состоялся бой Чисоры с грузином Бекой Лобжанидзе (7-3-0). Первым же ударом справа Чисора нокаутировал соперника.

### Бой с Марсело Насименто
26 сентября 2015 года в вечере Фрэнка Уоррена на Уэмбли (Лондон, Англия) провел второй бой после поражения от Фьюри. Выйдя на бой с максимальным весом (117 кг) победил бразильского джорнимена Марсело Луиса Насименто (19-10, 16 КО). Выносливость подвела потяжелевшего Чисору и он прошел всю дистанцию с бразильцем. Даже после того как в 3-м раунде он серьезно зацепил малоизвестного оппонент добить не получилось. Счёт: трижды 99—91.
29 ноября 2015 года Чисора заключил 5-и летний контракт с промоутерской компанией Saurland Event и провел 4 победных боя за 2015 год против проходных соперников выйдя на бой с Кубратом Пулевым.

### Бой с Кубратом Пулевым
Бой состоялся в мае 2016 года в Гамбурге (Германия). Как всегда Дерек стартанул агрессивно, пытаясь зайти на среднюю и работать по туловищу. Пулев хорошо держал Чисору на джебе не давая идти на сближение и там развивать атакующие действия. Если Чисора всё же прорывался Пулев умело вязал того в клинче. К 4-му раунду Пулев сам начал давить первым номером забрасывая пассивного Чисору большим количеством ударов. Статистика ударов после 4-го раунда гласила:189 против 85 в выброшенных и 63 на 23 в донесенных. К 6-му раунду стало ясно - джеб Пулева не проходим для британца, но он начал уставать, здесь у Чисоры стали появляться шансы особенно если он работал по корпусу. Пулев потерял остроту джеба, стал брать паузы, возни в клинче стало больше, а реакция просела. К 8-му раунду Чисора смог выровнять бой за счёт силовых ударов (32-32), но в джебах он по прежнему уступал в 4-е раза -66 на 17 в донесённых. В 9-м раунде Дерек пошёл в ва-банк и смог несколько раз потрясти еле стоящего оппонента. В чемпионских отрезках бой был равный с минимальным преимуществом болгарина. В концовке статистика выброшенных составляла 432 на 235 из них донесенные:134 на 71 в пользу Пулева. Судьи оценили бой: 116—112 и 118—110 Пулеву, а также 115—113 Чисоре. Болгарин стал новым чемпионом Европы по версии EBU и обязательным претендентом по линии IBF.

#### Бой с Дразаном Яняниным
10 сентября 2016 года в Стокгольме (Швеция) быстро справился с боснийским джорнименом Дразаном Янжаниным (13-8, 12 КО). Во втором раунде Дерек поймал боснийца мощным ударом левой по туловищу, после которого Янжанин оказался на полу. Он смог подняться на счёт «9», но рефери не дал бою продолжиться зафиксировав победу нокаутом в пользу Чисоры.

### Бой с Диллианом Уайтом
10 декабря 2016 года встретился с Диллианом Уайтом. Этот бой прошел в андеркарте боя Энтони Джошуа - Эрик Молина. Поединок выдался чрезвычайно зрелищным и интригующим. Практически весь бой боксеры радовали фанатов бокса яркими разменами. Старт схватки был за Уайтом, но ближе к шестому раунду Чисора, который выступал инициатором большинства разменов, смог перехватить инициативу. Боксеры выбрасывали большое количество ударов как для супертяжелого веса. Несколько раз Дерек серьезно потряс Диллиана, который буквально чудом устоял на ногах. В чемпионских раундах бой также напоминал настоящую войну. В конкурентном бою Уайт одержал победу раздельным решением судей со счетом: 115—114 и 115—113 Уайту, 115—114 Чисоре. Этот бой был признан боем года по версии канала Sky Sport.

#### Бой с Робертом Филиповичем
30 сентября 2017 года, в Ливерпуле (Великобритания), провел промежуточный бой и одержал рутинную победу над хорватом Робертом Филиповичем. Рекорд Филиповича составлял всего (4-2). Чисора владел полным преимуществом на протяжении почти всего боя. В 5-м отрезке хорват отказался от продолжения и рефери Марк Лайсон остановил бой. На момент боя у Чисоры уже был согласован бой на 4 ноября с чемпионом Европы Агитом Кабайелом. Поединок стал дебютным с промоутером Эдди Хирном не считая боя с Уайтом где Хирн выступил сопромоутером.

### Бой с Агитом Кабайелом
4 ноября 2017 года в бою за титул чемпиона Европы по версии EBU встретился с Агитом Кабайелом. Чисора создавал давление пытаясь выйти на нужную дистанцию. Кабайель был свеж на ногах и перемещался, периодически останавливая британца контрударами. После экватора оба устали: Чисора не держал темп, а немец уже не был так резв на ногах, участились клинчи. Лишь в чемпионских раундах Дерек "вспомнил", что приехал на Лазурный берег за титулом, неоднократно зарубившись с Кабайелом на ближней дистанции. В равном бою Кабайел победил решением большинства судей со счётом: 114—114, 115—113, 115—114 и защитил титул чемпиона Европы.

#### Промежуточный бой с Закария Аззузи
24 марта 2018 года победил техническим нокаутом во 2 раунде французского джорнимэна Закария Аззузи (14-2-2). Бой проходил на O2 Arena в Лондоне.

### Бой с Карлосом Такамом
28 июля 2018 года в Лондоне на O2 Arena победил нокаутом уроженца Камеруна, представляющего Францию, Карлоса Такама (35-4-1, 27 КО) и завоевал вакантный титул интернационального чемпиона по версии WBA. Немного поработав с дистанции, Такам зажал Чисору у канатов, бомбардировал комбинациями, парочку раз потряс апперкотом, но и Дерек несколько раз неплохо огрызнулся в концовке раунда. Вторая трёхминутка также преимущественно прошла в яростной драке в инфайтинге. Такам работал сериями, Чисора вкладывался в каждый выброшенный удар. В 3-м раунде у француза прошла парочка точных левых контрхуков — ответ британцу на низко опущенную правую руку. Чисора же полностью сконцентрировался на работе по корпусу, что явно было не по нраву Такаму. Концовка 6-го раунда прошла в настоящей бойне — собравшиеся зрители сходили с ума от восторга. Традиционно устав после экватора, Такам потерял нить игры в 7-м раунде, а в 8-й трёхминутке оказался на канвасе. Француз попытался продолжить встречу, но был брутально свален размашистым оверхендом, после чего рефери остановил бой.

### Второй бой с Диллианом Уайтом
Матч — реванш прошел 22 декабря 2018 года на O2 Arena. Диллиан Уайт (25-1, 18 КО) защитил звание «серебряного» чемпиона WBC. Чисора агрессивно пошел вперёд. Уайт встречал джебом ловил на контратаке активного соперника. В стартовом раунде Уайту получилось достать Чисору. Следующие раунды прошли при преимуществе Чисоры который смог навязать силовой бокс: работал по корпусу и спокойно входил в ближнюю. Диллиан Уайт смог выровнять ход боя только к середине боя пристреляв свой джеб на бросавшегося Чисору. Так же в провале начала боя для Уайта сказалась пассивность, Он старался работать наверняка. В 8-м раунде рефери оштрафовал Чисору за удары ниже пояса (до этого момента неоднократно предупреждал за бодания головой). В последней четверти поединка оба сильно устали. В 11-м раунде рефери вновь оштрафовал Чисору за удары локтями (на этот раз за удары локтями) а спустя секунды мощным левым хуком Уайт отправил Дерека в нокаут. Тот даже и не пытался встать на ноги.

#### Бой с Сенадом Гаши
20 апреля 2019 года в Лондоне одержал победу над 33-летним немцем косовского происхождения Сенадом Гаши (17-2) в десятираундовом поединке. Бой получился крайне невыразительным: сполер Гаши все десять раундов двигался вдоль канатов спиной вперед, уходя от большей части атак Чисоры, но сам при этом практически не наносил ударов. Первый значимое попадание пришлось лишь на 4-й раунд и это был удар от Дерека. Итоговый счет судейских записок составил:100—90, 100—91 и 99—91 в пользу Чисоры.

### Бой с Артуром Шпилькой
20 июля 2019 года на уже домашней для Чисоры арене на O2 Arena (Лондон) брутально расправился с бывшим польским футбольным хулиганом Артурой Шпилькой (22-4, 15 КО), нокаутировав того во 2-м раунде. Поединок начался нервно: Чисора наседал на левшу из Польши и частил свингами, который либо пролетали в опасной близости от головы беспечного в защите Артура, либо не менее опасно задевали тому по перчаткам/плечам, а порой гулко попадали в туловище. Шпилька работал вторым номером, что-то доносил, но всё выглядело так, будто бы точное попадание Дерека — лишь вопрос времени. Это случилось уже во 2-м раунде. Чисора ошарашил стоящего у канатов поляка хуком справа с голову. Заметив, что таки потряс оппонента, хозяин ринга набросился на него с боковыми ударами с обеих рук — и добавил ещё несколько брутальных ударов. Рефери немного опоздал с отмашкой. Шпилька сполз и упал вниз лицом: КО 2.

### Бой с Дэвидом Прайсом
26 октября 2019 года в Лондоне состоялся бой за вакантный титул интерконтинентального чемпиона по версии WBO в супертяжёлом весе с Дэвидом Прайсом (25-7, 20 KO) завершился победой Чисоры. Он бросился в атаку без разведки: легко входил на удобную дистанцию, прошивал защиту Прайса джебом, бил в обход блока и апперкотами на ближней. Оппонент отметился разве что тем, что всё это легко перенёс. Рефери сделал Чисоре предупреждение без снятия очков за то, что тот периодически норовил пробить ниже пояса. В 3-м раунде замечание получил Прайс — удерживал руки оппонента. Чисора полностью контролировал ход боя, едва не уронил здоровяка (203 см, 119 кг) на последних секундах трёхминутки. А уже в 4-м раунде схватка завершилась. Чисора продолжил атаки, навязал драку на ближней, и обессиленный Прайс рухнул на канвас. Ливерпулец с трудом поднялся на ноги, якобы был готов продолжить схватку, но его угол выбросил полотенце, остановив бой.

### Бой с Александром Усиком
31 октября 2020 года в Лондоне состоялся бой с бывшим абсолютным чемпионом в крузервейте Александром Усиком. Поединок боксёров должен был пройти ещё в марте, однако Усик получил травму левого локтя, а в июле Был прооперирован, бой перенесён ещё раз на конец октября из-за ограничений и запретов, связанных с пандемией коронавируса. Первая половина боя прошла довольно конкурентно. Чисора постоянно шёл вперёд, выбрасывая большое количество размашистых силовых ударов и пытаясь навязать размен. Усик старался проваливать соперника за счёт работы ног и ловить его встречными ударами, но периодически сам опасно пропускал. К середине боя Чисора устал и сильно замедлился. Усик взвинтил темп и до конца поединка обрушивал на соперника затяжные серии ударов, но ни разу не был близок к досрочной победе. Тем не менее по окончании боя все трое судей единогласно объявили победителем Александра Усика (счёт: 117—112 и дважды 115—113). Украинец заработал 1,5 млн фунтов стерлингов (примерно $1,9 млн) за бой без учёта бонусов от ТВ и продаж платных трансляций, а британец — 4 млн фунтов стерлингов (примерно $5,2 млн). Об этом сообщает издание Total Sportal.

### Бой с Джозефом Паркером
1 мая 2021 года на арене Manchester Arena в Манчестере (Англия, Великобритания) в боксёрском шоу от промоутерской компании Matchroom Boxing, новозеландский экс-чемпион мира по версии WBO Джозеф Паркер победил Дерека Чисору. В первой же атаке Чисора добился успеха, свалив Паркера на настил ринга размашистым свингом. Рефери отсчитал нокдаун. Но новозеландец не выглядел потрясённым и уже сам отметился парой точных атак. Во 2-м раунде Паркер успешно действовал джебом, хорошо контратаковал, но в концовке раунда пропустил мощный хук справа и ещё несколько ударов. Чисора продолжил прессинговать, пробивая мощные удары по туловищу и добавляя боковые удары в голову. Паркер его встречал сериями ударов, но попадал вскользь, так как британец постоянно уклонялся и делал нырки. В 5-м и 6-м раундах Чисора немного замедлился и стал часто мазать. Пакер, наоборот, пристрелялся и начал доносить точно в цель свои серии ударов. В 7-м раунде сначала Чисора выглядел лучше. Он продолжал работать по корпусу и отметился несколькими ударами по верхнему этажу. Однако к концу раунда Паркер неожиданно пробил серию из 5-6 ударов и отбросил британца к канатам. В конце 8-го раунда бойца зарубились и у каждого были удачные моменты. Паркер превосходил Чисору в скорости, но сдерживать его натиск ему не удавалось. Хозяин ринга удачно прорывался на ближнюю дистанцию и работал по корпусу. В 10-м раунде Паркер был точнее и активнее. Ему удалось избежать размашистых ударов от Дерека и успешно контратаковать. 1-ю трёхминутку в свой актив записал Паркер. Он был свежее и активнее своего визави. В заключительном раунде сначала Чисора попал мощными ударами справа, а потом Паркер сумел отквитать пропущенные удары. Близкий бой и сложный для судейства. Итог: Победа Паркера раздельным решением судей со счётом: 115—113 (Чисоре), 116—111 и 115—113 (Паркеру). Чисора не согласился с результатом.

### Второй бой с Джозефом Паркером
19 декабря 2021 года в Манчестере (Великобритания) на той же арене что и семь месяцев назад прошел поединок - реванш. Бой получился крайне зрелищным и напряженным, Паркер отлично провел начало, попадал мощными ударами и отправил Чисору в нокдаун в четвертом раунде. Чисора вернулся и уже сам потряс Паркера в следующем раунде. Далее Паркер выглядел предпочтительнее, однако Чисора проявлял чудеса восстановления от урона и настрой на победу. В седьмом и восьмом раунде Чисора побывал на полу после апперкотов и, казалось, был на волоске от досрочного поражения, но продолжал отчаянно драться и бросался в атаку. Концовка боя прошла в более низком темпе, но оба боксера по-прежнему отдавали все силы для победы. Итоговый счет:115—110, 115—111 и 114—112 в пользу Паркера.

### Второй бой с Кубратом Пулевым
9 июля 2022 года в Лондоне провел реванш с болгарином Кубратом Пулевым. Первую половину боксеры вели поединок в невысоком темпе, но, начиная с 7 раунда активизировались. Это все равно был бой в довольно невысоком темпе, но количество опасных моментов заметно увеличилось. Пулев зрительно нанес больше ударов, но Чисора атаковал жестче и часто бил по корпусу. В таких случаях мнения судей часто расходятся, и неудивительно, что и на этот раз судьи не смогли единогласно определить победителя. Судья из Болгарии отдал победу Пулеву со счетом 116—112. Британский судья поставил счет 116—114 в пользу Чисоры. В итоге все решила карточка судьи из Панамы, который посчитал бой 116—112 в пользу британца. В интервью после боя Чисора заявил что уходит на пенсию.

### Третий бой с Тайсоном Фьюри
Бой прошел 3 декабря 2022 года в Лондоне на футбольном стадионе Тоттенхэм. 34-летний чемпион WBC Фьюри владел очевидным преимуществом, успешно нейтрализуя попытки Чисоры сократить дистанцию встречными ударами и клинчами, которых было много. В десятом раунде после очередной успешной комбинации Фьюри рефери Виктор Лафлин принял решение остановить поединок, Чисора не стал протестовать.

### Бой с Джеральдом Вашингтоном
12 августа в Лондоне (Англия) в рамках боксерского шоу Энтони Джошуа — Роберт Хелениус, провел бой с 41-летним экс-претендентом на пояс WBC Джеральдом Вашингтоном. Поединок продлился все 10 раундов и завершился заслуженной победой Чисоры единогласным решением судей: 97—94, 98—93, 96—94. В начале второго раунда Чисора получил рассечение от столкновения головами.

### Бой с Джо Джойсом
28 июля 2024 года в Лондоне (Великобритания) на домашней для себя O2 Arena сразился с бывшим временным чемпионом мира по версии WBO Джо Джойсом. Первая половина боя осталась за Дереком который был агрессивен, шел вперёд, выбрасывал много ударов. Так же он больше попадал. Джойс был вял, работал от джеба стараясь не пустить на среднюю активного и уступающему ему в габаритах Чисору. Периодически Джойс прибегал к клинчу и вязал. Во второй половине боя Чисора стал уставать и брать паузы, Джойс этим воспользовался начал давить часто игнорируя защиту от свингов Дерека. Бойцы показывали зрелищный бой на радость публике. В 9-м раунде Джойс оказывается на полу от точного правого, Чисора не смог найти силы чтобы добить потрясенного оппонента. По итогам 10-и раундов боя судьи отдали бой Чисоре: 97—92, 96—94 дважды. Compubox показал статистику ударов: Джойс выбросил 835 ударов из них точными оказались 211 при точных джебах (60-29). Чисора выбросил 564 удара, точными оказались 192 и преимущество в силовых (163-151).

### Бой с Отто Валлиным
8 февраля 2025 года провел в Манчестере (Англия) бой против 34-летнего рейтингового супертяжеловеса шведского происхождения Отто Валлина (27-2). Изначально планировалось что соперником станет другой рейтинговый тяж 36-летний Джеррелл Миллер, но у него возникли проблемы и последующий суд с промоутером. Поединок стал 49-м в карьере. Ранее стало известно, что 50-й будет последним. Незадолго до боя IBF объявило, что бой будет иметь статус отборочного за 2-ю строчку рейтинга и победив Дерек сможет претендовать на бой с чемпионом. Хозяин ринга сразу пошёл вперёд поддавливая Валлина и навязывая силовую борьбу. В 3-м раунде британец смог донести пару увесистых попаданий оверхендом, Валлин пассивничал. В 5-м раунде Чисора получил рассечение правой брови и скулы из-за столкновения головами и был осмотрен доктором. В самом начале 9-го раунда Чисора послал в нокдаун Валлина размашистым ударом, однако швед смог взять следующие 10 и 11 раунды за счет сильной усталости Дерека. В 12-м ветеран смог собрать силы в кулак и послал шведского бойца в ещё один нокдаун правым боковым окончательно поставив точку в этом бою. Двое судей посчитали: 117—109 ,116—110, а вот третий очень спорные 114-112. После боя Дерек тепло попрощался с публикой.

## Статистика профессиональных боёв
В таблице перечислены результаты всех поединков боксёров.
В каждой строке указан результат поединка. Дополнительно номер поединка обозначен цветом, который обозначает итог поединка. Расшифровка обозначений и цветов представлена в нижеследующей таблице.
| Пример | Расшифровка                     |
| ------ | ------------------------------- |
|        | Победа                          |
|        | Ничья                           |
|        | Поражение                       |
|        | Планируемый поединок            |
|        | Поединок признан несостоявшимся |
| КО     | Нокаут                          |
| ТКО    | Технический нокаут              |
| PTS    | Решение судей (по очкам)        |
| UD     | Единогласное решение судей      |
| MD     | Решение большинства судей       |
| SD     | Раздельное решение судей        |
| RTD    | Отказ от продолжения боя        |
| DQ     | Дисквалификация                 |
| NC     | Поединок признан несостоявшимся |

| 49 поединков, 36 победы (23 нокаутом), 13 поражений. | 49 поединков, 36 победы (23 нокаутом), 13 поражений. | 49 поединков, 36 победы (23 нокаутом), 13 поражений. | 49 поединков, 36 победы (23 нокаутом), 13 поражений. | 49 поединков, 36 победы (23 нокаутом), 13 поражений.        | 49 поединков, 36 победы (23 нокаутом), 13 поражений. | 49 поединков, 36 победы (23 нокаутом), 13 поражений. |
| №                                                    | Рекорд                                               | Дата                                                 | Соперник                                             | Место боя                                                   | Результат                                            | Дополнительно |
| ---------------------------------------------------- | ---------------------------------------------------- | ---------------------------------------------------- | ---------------------------------------------------- | ----------------------------------------------------------- | ---------------------------------------------------- | --- |
| 49                                                   | 36-13                                                | 8 февраля 2025                                       | Отто Валлин (27-2)                                   | Co-op Live Arena, Манчестер, Великобритания                 | UD 12                                                | Счёт судей: 117-109, 114-112, 116-110. Отборочный поединок за 2-ю строчку по версии IBF. Валлин в 9 и 12 раунде в нокдауне                                                                                      |
| 48                                                   | 35-13                                                | 27 июля 2024                                         | Джозеф Джойс (16-2)                                  | O2 Арена, Лондон, Великобритания                            | UD 10                                                | Счёт судей: 96-94,96-94, 97-92. Джойс в нокдауне в девятом раунде. |
| 47                                                   | 34-13                                                | 12 августа 2023                                      | Джеральд Вашингтон (20-5-1)                          | O2 Арена, Лондон, Великобритания                            | UD 10                                                | Счёт судей: 98-93, 97-94 и 96-94. |
| 46                                                   | 33-13                                                | 3 декабря 2022                                       | Тайсон Фьюри (3) (32-0-1)                            | Tottenham Hotspur Stadium, Тоттенем, Лондон, Великобритания | TKO 10 (12), 2:51                                    | Бой за титул чемпиона мира по версиям WBC (3-я защита Фьюри) в тяжёлом весе. |
| 45                                                   | 33-12                                                | 9 июля 2022                                          | Кубрат Пулев (2) (29-2)                              | O2 Арена, Лондон, Великобритания                            | SD 12                                                | Счёт судей: 112-116, 116-114, 116-112. Завоевал вакантный титул чемпиона по версии WBA International в тяжёлом весе.                                                                                            |
| 44                                                   | 32-12                                                | 18 декабря 2021                                      | Джозеф Паркер (2) (29-2)                             | Манчестер Арена, Манчестер, Великобритания                  | UD 12                                                | Счёт судей: 112-114, 111-115, 110-115. Бой за титул чемпиона по версии WBO Inter-Continental в тяжёлом весе, (1-я защита Паркера). Чисора в нокдаунах в 4-м, 7 и 8-м раундах.                                   |
| 43                                                   | 32-11                                                | 1 мая 2021                                           | Джозеф Паркер (28-2)                                 | Манчестер Арена, Манчестер, Великобритания                  | SD 12                                                | Счёт судей: 115-113, 113-115, 111-116. Бой за вакантный титул чемпиона по версии WBO Inter-Continental в тяжёлом весе. Паркер в нокдауне в первом раунде.                                                       |
| 42                                                   | 32-10                                                | 31 октября 2020                                      | Александр Усик (17-0)                                | Уэмбли Арена, Лондон, Великобритания                        | UD 12                                                | Счёт судей: 112-117, 113-115 (дважды). Утратил титул чемпиона по версии WBO Inter-Continental (1-я защита Чисоры) в тяжёлом весе. Бой за статус обязательного претендента на титул чемпиона мира по версии WBO. |
| 41                                                   | 32-9                                                 | 26 октября 2019                                      | Дэвид Прайс (25-6)                                   | O2 Арена, Лондон, Великобритания                            | TKO 4 (12), 2:00                                     | Завоевал вакантный титул по версии WBO Inter-Continental в тяжёлом весе. |
| 40                                                   | 31-9                                                 | 20 июля 2019                                         | Артур Шпилька (22-3)                                 | O2 Арена, Лондон, Великобритания                            | KO 2 (10), 1:01                                      | |
| 39                                                   | 30-9                                                 | 20 апреля 2019                                       | Сенад Гаши (17-2)                                    | O2 Арена, Лондон, Великобритания                            | UD 10                                                | Счёт судей: 99-91, 100-90, 100-91. |
| 38                                                   | 29-9                                                 | 22 декабря 2018                                      | Диллиан Уайт (2) (24-1)                              | O2 Арена, Лондон, Великобритания                            | KO 11 (12), 1:56                                     | Бой за титулы чемпиона по версиям WBC Silver и WBO International в тяжёлом весе. |
| 37                                                   | 29-8                                                 | 28 июля 2018                                         | Карлос Такам (35-4-2)                                | O2 Арена, Лондон, Великобритания                            | TKO 8 (12), 1:01                                     | Завоевал вакантный титул чемпиона по версии WBA International в тяжёлом весе. |
| 36                                                   | 28-8                                                 | 24 марта 2018                                        | Закария Аззузи (14-2-2)                              | O2 Арена, Лондон, Великобритания                            | TKO 2 (8), 2:12                                      | |
| 35                                                   | 27-8                                                 | 4 ноября 2017                                        | Агит Кабайел (16-0)                                  | Монте-Карло, Монако                                         | MD 12                                                | Бой за титул чемпиона Европы по версии EBU в тяжёлом весе. 114-114, 113-115, 114-115. |
| 34                                                   | 27-7                                                 | 30 сентября 2017                                     | Роберт Филипович (4-2)                               | Echo Arena, Ливерпуль, Великобритания                       | TKO 5 (6), 1:20                                      | |
| 33                                                   | 26-7                                                 | 10 декабря 2016                                      | Диллиан Уайт (19-1)                                  | Manchester Arena, Манчестер, Великобритания                 | SD 12                                                | 113-115, 115-114, 114-115. Бой за звание обязательного претендента на титул чемпиона мира по версии WBC в супертяжёлом весе.                                                                                    |
| 32                                                   | 26-6                                                 | 10 сентября 2016                                     | Дражан Джанянин (13-7)                               | Hovet, Стокгольм, Швеция                                    | KO 2 (8), 1:09                                       | |
| 31                                                   | 25-6                                                 | 7 мая 2016                                           | Кубрат Пулев (22-1-0)                                | Barclaycard Arena, Гамбург, Германия                        | SD 12                                                | 112-116, 110-118, 115-113. Бой за титул чемпиона Европы по версии EBU. |
| 30                                                   | 25-5                                                 | 9 января 2016                                        | Андраш Чомор (14-8-1)                                | Baden-Arena, Оффенбург, Германия                            | TKO 2 (8), 2:08                                      | |
| 29                                                   | 24-5                                                 | 12 декабря 2015                                      | Яков Госпич (16-13)                                  | O2 Арена, Лондон, Великобритания                            | TKO 3 (8), 2:23                                      | |
| 28                                                   | 23-5                                                 | 5 декабря 2015                                       | Петер Эрдош (9-8-4)                                  | Inselparkhalle, Гамбург, Германия                           | TKO 5 (8)                                            | |
| 27                                                   | 22-5                                                 | 26 сентября 2015                                     | Марсело Луис Насименто (18-10)                       | Арена Уэмбли, Лондон, Великобритания                        | PTS 10                                               | 99-91. |
| 26                                                   | 21-5                                                 | 24 июля 2015                                         | Бека Лобжанидзе (13-3)                               | Арена Уэмбли, Лондон, Великобритания                        | KO 1 (12), 0:29                                      | |
| 25                                                   | 20-5                                                 | 29 ноября 2014                                       | Тайсон Фьюри (2) (22-0)                              | ExCel Arena, Лондон, Великобритания                         | RTD 12                                               | Бой за титулы Чисоры WBO International и чемпиона Европы по версии EBU, за вакантный титул чемпиона Великобритании по версии BBBofC и за звание обязательного претендента на титул чемпиона мира по версии WBO. |
| 24                                                   | 20-4                                                 | 15 февраля 2014                                      | Кевин Джонсон (29-4-1)                               | Copper Box, Лондон, Великобритания                          | UD 12                                                | 118-109, 118—109, 118—110. Бой за титулы WBO International и WBA International. |
| 23                                                   | 19-4                                                 | 30 ноября 2013                                       | Ондрей Пала (32-3)                                   | Copper Box, Лондон, Великобритания                          | TKO 3 (12), 0:31                                     | Выиграл титул WBO International и вакантный титул WBA International. |
| 22                                                   | 18-4                                                 | 21 сентября 2013                                     | Эдмунд Гербер (23-1)                                 | Copper Box, Лондон, Великобритания                          | TKO 5 (12), 2:55                                     | 40-36, 40-36, 40-36. Выиграл вакантный титул EBU. |
| 21                                                   | 17-4                                                 | 20 июля 2013                                         | Малик Скотт (35-0-1)                                 | Арена Уэмбли, Лондон, Великобритания                        | TKO 6 (10), 2:56                                     | Выиграл вакантный титул WBO International. |
| 20                                                   | 16-4                                                 | 20 апреля 2013                                       | Эктор Авила (20-12)                                  | Арена Уэмбли, Лондон, Великобритания                        | TKO 9 (10), 2:56                                     | Первый бой после восстановления боксерской лицензии в Великобритании. |
| 19                                                   | 15-4                                                 | 14 июля 2012                                         | Дэвид Хэй (25-2)                                     | Болейн Граунд, Лондон, Великобритания                       | TKO 5 (10), 2:59                                     | Бой за вакантные титулы WBO International и WBA Intercontinental. Организован Федерацией бокса Люксембурга. |
| 18                                                   | 15-3                                                 | 18 февраля 2012                                      | Виталий Кличко (43-2)                                | Олимпиахалле, Мюнхен, Германия                              | UD 12                                                | 110-118, 110-118, 111-119. Бой за титул WBC, 8-я защита Виталия Кличко. |
| 17                                                   | 15-2                                                 | 3 декабря 2011                                       | Роберт Хелениус (16-0)                               | Хартвалл Арена, Хельсинки, Финляндия                        | SD 12                                                | 113-115, 113-115, 115-113. Бой за вакантный титул EBU; WBO International, 3-я защита Хелениуса; WBA Intercontinental, 2-я защита Хелениуса.                                                                     |
| 16                                                   | 15-1                                                 | 11 ноября 2011                                       | Ремигиюс Зяусис (18-43-3)                            | North Bridge Leisure Centre, Галифакс, Великобритания       | PTS 6                                                | 60-54. |
| 15                                                   | 14-1                                                 | 23 июля 2011                                         | Тайсон Фьюри (14-0)                                  | Арена Уэмбли, Лондон, Великобритания                        | UD 12                                                | 112-117, 112-117, 111-118. Проиграл титулы чемпиона Великобритании и Британского содружества. |
| 14                                                   | 14-0                                                 | 18 сентября 2010                                     | Сэм Секстон (13-1)                                   | LG Arena, Бирмингем, Великобритания                         | TKO 9 (12), 2:53                                     | Защитил титул чемпиона Великобритании, выиграл титул чемпиона Британского содружества. |
| 13                                                   | 13-0                                                 | 15 мая 2010                                          | Дэнни Уильямс (41-8)                                 | Upton Park, Лондон, Великобритания                          | TKO 2 (12), 1:41                                     | Выиграл титул чемпиона Великобритании. Уильямс 2 раза в нокдауне во 2 раунде. |
| 12                                                   | 12-0                                                 | 13 февраля 2010                                      | Карл Бейкер (9-4)                                    | Уэмбли, Лондон, Великобритания                              | TKO 2 (10), 2:13                                     | Претендентский бой на титул чемпиона Великобритании. |
| 11                                                   | 11-0                                                 | 9 октября 2009                                       | Зураб Нониашвили (12-6-1)                            | Йорк-холл, Лондон, Великобритания                           | TKO 3 (8), 2:20                                      | Нониашвили в нокдауне в 3 раунде. |
| 10                                                   | 10-0                                                 | 22 мая 2009                                          | Пол Батлин (12-8)                                    | Йорк-холл, Лондон, Великобритания                           | PTS 8 (8)                                            | 79-72. |
| 9                                                    | 9-0                                                  | 30 января 2009                                       | Даниил Перетятько (15-19)                            | Йорк-холл, Лондон, Великобритания                           | PTS 8                                                | 80-72. |
| 8                                                    | 8-0                                                  | 6 декабря 2008                                       | Нил Симпсон (26-17-1)                                | ExCeL London, Лондон, Великобритания                        | RTD 2 (8)                                            | |
| 7                                                    | 7-0                                                  | 26 сентября 2008                                     | Ли Свеби (23-21-2)                                   | Йорк-холл, Лондон, Великобритания                           | TKO 3 (8), 2:45                                      | |
| 6                                                    | 6-0                                                  | 12 сентября 2008                                     | Шон МакЛин (2-3)                                     | Grosvenor House, Лондон, Великобритания                     | TKO 6 (8)                                            | |
| 5                                                    | 5-0                                                  | 14 июля 2008                                         | Сэм Секстон (7-0)                                    | Йорк-холл, Лондон, Великобритания                           | TKO 6 (6), 2:34                                      | |
| 4                                                    | 4-0                                                  | 12 января 2008                                       | Пол Батлин (11-3)                                    | Йорк-холл, Лондон, Великобритания                           | PTS 4                                                | 39-37. |
| 3                                                    | 3-0                                                  | 13 октября 2007                                      | Даррен Морган (5-1)                                  | Йорк-холл, Лондон, Великобритания                           | PTS 4                                                | 40-36. |
| 2                                                    | 2-0                                                  | 7 апреля 2007                                        | Тони Бут (50-95-9)                                   | Миллениум, Кардифф, Великобритания                          | PTS 4                                                | 40-36. |
| 1                                                    | 1-0                                                  | 17 февраля 2007                                      | Иштван Кечкеш (2-20-1)                               | Уэмбли, Лондон, Великобритания                              | TKO 2 (4), 1:21                                      | Профессиональный дебют. |
| №                                                    | Рекорд                                               | Дата                                                 | Соперник                                             | Место боя                                                   | Результат                                            | Дополнительно |

## Факты
- Чисора является одним из четырёх боксёров-профессионалов, которые выстояли против Виталия Кличко все 12 раундов.
- Чисора смог победить Малика Скотта с Рекордом 14-4-0 в то время как рекорд Скотта был 35-0-1.